# 17218 Stgeorge
17218 Stgeorge è un asteroide della fascia principale. Scoperto nel 2000, presenta un'orbita caratterizzata da un semiasse maggiore pari a 2,620774 UA e da un'eccentricità di 0,127336, inclinata di 3,206820° rispetto all'eclittica. Ha un diametro di 8,632 km.